# Cine Atlântico

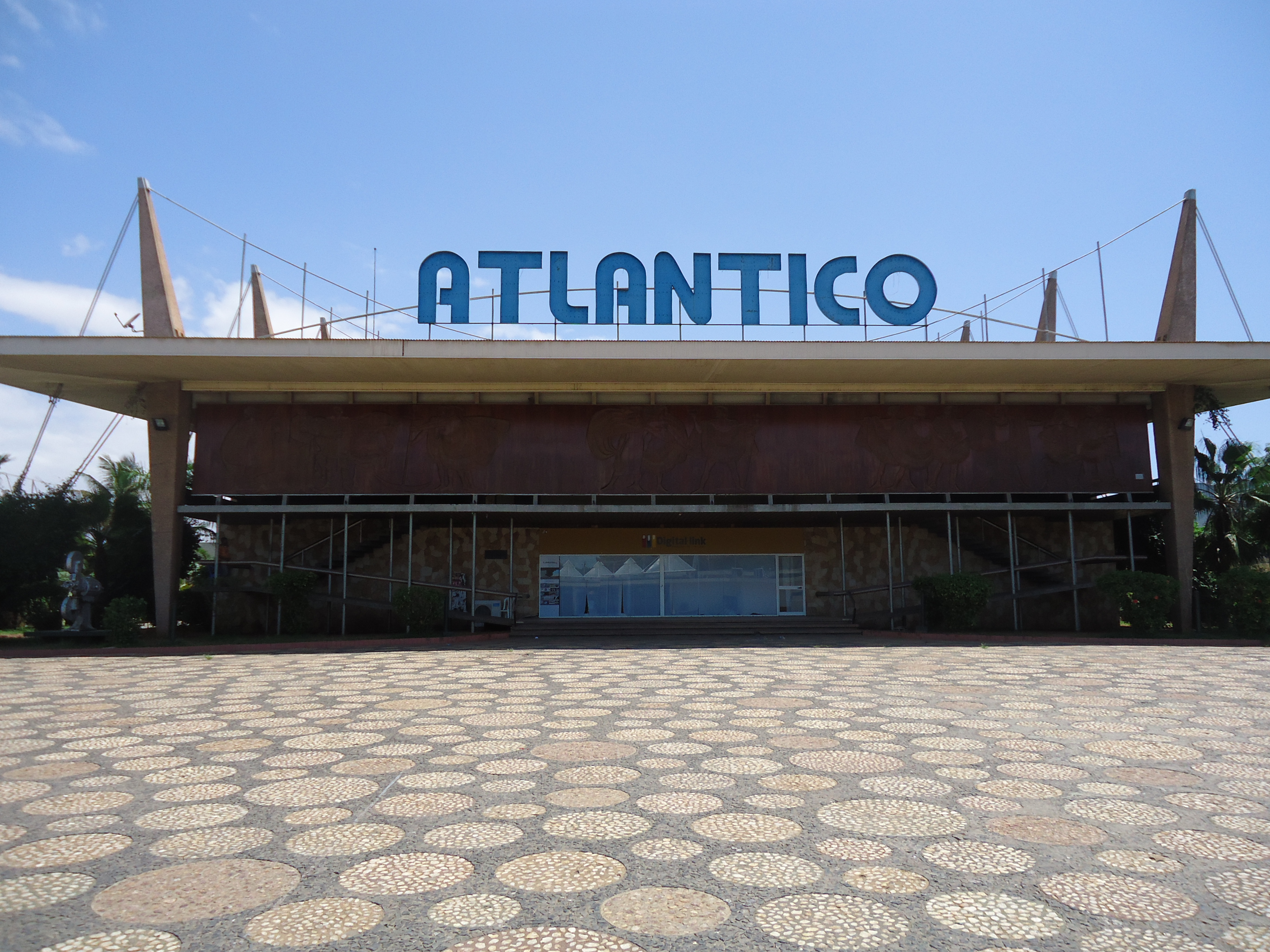

O Cine Atlântico (antigo Cinema Império) é uma sala de espetáculos da cidade de Luanda, Angola. Foi projectado pelo arquitecto Eduardo Paulino. Os cálculos de estabilidade são do engenheiro Henrique Jorge Pedreira da Silva, posteriormente revistos pelo Eng. Edgar Cardoso devido a complexidade da estrutura em particular da sua cobertura atirantada, a qual foi recordista Mundial durante vários anos. Teve também a colaboração de escultores como António Vidigal, Miranda e Zink. 

O Cine-Atlântico, antigo Cinema Império, foi inicialmente pensado para ser edificado na Baía de Luanda, com parte sobre a água, mas tal não foi permitido; situa-se então no centro de Luanda. É uma sala de espectáculos ao ar livre, com capacidade para 1500 espectadores. 
É um anfiteatro coberto, formalmente marcado pela estrutura definida por um sistema de pilares que ascendem acima da cobertura e pelos tirantes que a sustentam. A cobertura é composta por asnas metálicas suspensas. O edifício do cineteatro é aberto lateralmente e encerrado nos topos: o corpo principal com dois pisos, onde se situa a entrada, e o corpo do palco e bastidores. No corpo principal, a fachada de composição simétrica é marcada pelo acesso ao topo superior do anfiteatro através de um sistema misto de rampas escadas. No piso inferior situam-se o bar, as instalações sanitárias e outros serviços de apoio. Ao contrário do corpo de acessos, o bloco do palco é opaco e fechado.
As suas grandes dimensões e o seu carácter monumental associam a este espaço, ainda hoje, uma ideia de cosmopolitismo que representa a escala de uma grande cidade.
Não se sabe ao certo se a obra foi terminada em 1962 ou 1964, mas sabe-se que foi inaugurada em 1966 com o filme “My Fair Lady”. Esteve recentemente inactiva, durante 2 anos, e foi reaberta entre Dezembro de 2003 e Janeiro de 2004 e desde então tem ajudado os angolanos a reviver o gosto pelo cinema e a contribuir para os espaços culturais em Angola.
O cineteatro acolhe além de filmes, espectáculos musicais e galas de premiação e tem como parcerias o Ministério de Cultura, promotores de espectáculos, ONG, igrejas, entre outros e a maior parte dos filmes são fornecidos pela LNK e pela Lusomundo.